# モンクスウェル男爵
モンクスウェル男爵（英: Baron Monkswell）はイギリスの男爵、貴族。連合王国貴族爵位。法曹界出身の自由党政治家サー・ロバート・コリアーが1885年に叙位されたことに始まる。
なお、コリアー家に男爵位以外の保有爵位はない。

## 歴史

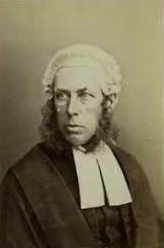
初代男爵ロバート・コリアー

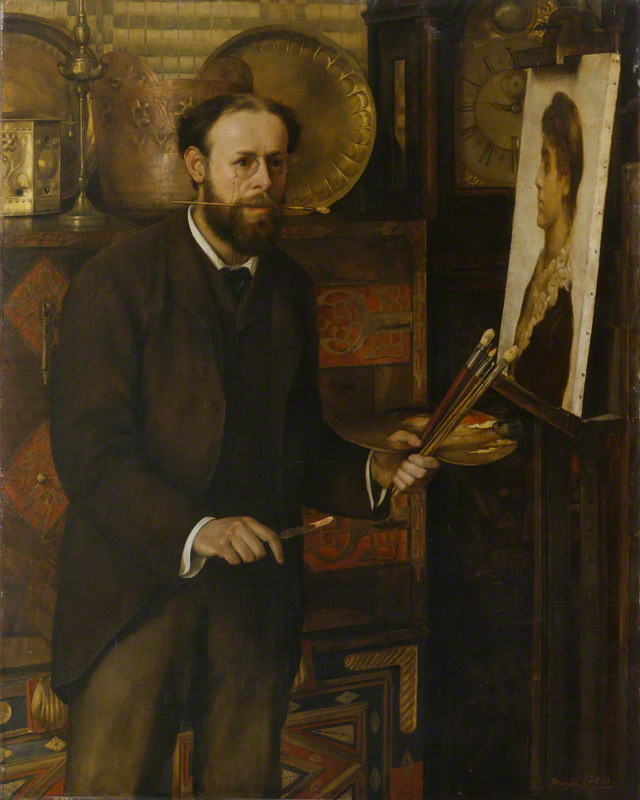
画家ジョン・コリアーは初代男爵のヤンガーソンにあたる人物。

その祖ロバート・コリアー(1817–1886)は民事高等裁判所首席判事や法務長官を務めた法曹家である。彼は1885年7月1日に連合王国貴族としてデヴォン州モンクスウェルのモンクスウェル男爵(Baron Monkswell, of Monkswell in the County of Devon)に叙せられた。
その息子である2代男爵ロバート(1845-1909)も父同様に自由党の政治家として活動して、ヴィクトリア女王付侍従や戦争省担当次官を歴任した。
3代男爵ロバート(1875-1964)は襲爵後に議員として貴族院に列したのち、議会法案審議時には『ダイ・ハード（頑強な抵抗者）』に加わって、法案阻止に動いた。彼には子がなかったため、爵位は甥のウィリアムが継承した。
4代男爵ウィリアム(1913-1984)は襲爵直後の1964年4月7日に、1963年貴族法に基づいて爵位一代放棄を行った。
その孫にあたるジェームズ(1977-)は2020年に6代男爵の地位を継承して、彼が男爵家現当主である。

一族に関連する人物に、ラファエル前派の肖像画家ジョン・コリアー(1850-1934)が挙げられ、彼は初代男爵の次男にあたる。また、その子ローレンス(1890-1976)は駐ノルウェー大使を務めた外交官である。
爵位にかかるモットーは『貫き通せ(Persevere)』。

## モンクスウェル男爵（1885年）
- 初代モンクスウェル男爵ロバート・ポーレット・コリアー（英語版） (1817–1886)
- 第2代モンクスウェル男爵ロバート・コリアー（英語版） (1845–1909)
- 第3代モンクスウェル男爵ロバート・アルフレッド・ハードキャスル・コリアー（英語版） (1875–1964)
- (第4代モンクスウェル男爵)ウィリアム・エイドリアン・ラリー・コリアー (1913–1984)（1964年に爵位一代放棄)
- 第5代モンクスウェル男爵ジェラルド・コリアー（英語版） (1947–2020)
- 第6代モンクスウェル男爵ジェームズ・エイドリアン・コリアー (1977-)

### 註釈
1. ↑  保守党貴族院議員112人は、庶民院の優越を認める議会法案に反対してグループ『ダイ・ハード』を形成、反発した[5]。しかし、アスキス率いる自由党政府は新貴族創家の意思を明示するなどして強硬姿勢を崩さず、法案は1911年議会法として成立するに至った[6]。